# 남재호
남재호(1992년 7월 6일 ~ )는 대한민국의 전 축구 선수로, 포지션은 수비수이다.